# Krong Kam
Krong Kam (em tailandês:  กรงกรรม; lit: "Gaiola de Carma") é uma telenovela tailandesa exibida pela Channel 3 de 26 de fevereiro a 30 de abril de 2019, estrelada por Mai Charoenpura, Ranee Campen, Jirayu Tangsrisuk e Thakrit Tawanpong.

## Enredo
A história toda aconteceu em Chum Saeng, Nakhon Sawan em 1967. Yoi é uma tailandesa de meia-idade que se casou com uma família tailandesa-chinesa. Ela prometeu pessoalmente garantir que sua família de seis pessoas honrasse os antepassados de Beh (chinês: 馬). Ela acumulou uma fortuna em negócios familiares que consistem em uma mercearia e uma loja de grãos, um moinho de arroz que seu marido administra e várias fazendas e propriedades em toda a província de Nakhon Sawan. Ela é de boca suja, irritável e com um pouco de pele. Ela e o marido têm quatro filhos. Todos os membros da família, incluindo funcionários e Chum Saeng, a temiam.
Um dia, seu filho mais velho, Chai, vem do exército, trazendo uma prostituta grávida Renu como esposa, mesmo que ele já tenha uma noiva, Philai. Yoi rejeita isso e tenta de todas as maneiras possíveis fazê-lo sair de Renu, mas falha. Desconhecido para ela, Renu realizou magia negra para amarrar o coração do filho. Ela decidiu se casar com seu segundo filho, Tong, com Philai, para evitar vergonha, mesmo que ele goste de um trabalhador chamado Chanta e também escolha para Tong a casa e a loja que ela deveria dar aos mais velhos. Seu terceiro filho, Sa, é o mais gentil. Ele é bonito, inteligente e charmoso. Quando Yoi descobre que ele tem sentimentos por Chanta, ela se preocupa que ele imite seu irmão mais velho. Ela decide se casar com ele em uma família rica. O que ela não sabe é que a família o está enganando para que se case com a filha já grávida para evitar vergonha.

## Elenco

### Elenco principal
- Mai Charoenpura como Yoi Atsawarungrueangkit
- Ranee Campen como Renu
- Jirayu Tangsrisuk como Kamon Atsawarungrueangkit (Sa)
- Thakrit Tawanpong como Pathom Atsawarungrueangkit (Chai)
- Chanatip Phothongka como Prasong Atsawarungrueangkit (Tong)
- Vachiravit Paisarnkulwong como Mongkhon Atsawarungrueangkit (Si)
- Preeyakarn Jaikanta como Chanta
- Pitchapa Phanthumchinda como Philai
- Rinrada Kaewbuasai como Wanna
- Oranate D.Caballes como Phiangphen
- Denkhun Ngamnet como Kan

### Elenco de apoio
- Prinn Wikran como Lak Seng
- Thunyaphat Pattarateerachaicharoen como Bunpluk
- Atthaphon Thetthawong como Pom
- Jitpanu Klomkaew como Chinnakon
- Arisara Wongchalee como Tim
- Oijai Dan-esan como Pranom
- Thanchanok Hongthongkam como Wan
- Paweena Chariffsakul como Phikun
- Waraphan Nguitrakul como Mui Ni
- Pawanrat Naksuriya como Mao
- Orasa Isarankura na Ayudhya como Puai Huai
- Kasama Nitsaiphan como Son
- Janya Thanasawangkul como Si
- Prissana Klampinij como Somphon
- Natanee Sitthisaman como Raem
- Pichet Aimchaona como Sit
- Chalad Na Songkhla como Choet
- Kudkingraks Kidkidsaranang como A
- Sirinrat Vidhyaphum como Onphanni
- Karunchida Khumsuwan como Mala
- Nisachon Tuamsoongnuen como Bang-on
- Khunkanich Koomkrong como Khun
- Napat Chumjittri como Wang
- Danai Jarujinda como Somdi

## Trilha sonora
- "Phit Rue Thi Rak Thoe" (em tailandês:  ผิดหรือที่รักเธอ; "Is It Wrong to Love You?") por Mai Charoenpura
- "Tha Lueak Dai" (em tailandês:  ถ้าเลือกได้; "If I Can Choose") por Wichayanee Pearklin
- "Chai Si Thao" (em tailandês:  ใจสีเทา; "Grey Heart") por Jirayu Tangsrisuk